# Якайсола
Якайсола́ — деревня в Советском районе Республики Марий Эл. Входит в состав Ронгинского сельского поселения.

## География
Находится в центральной части республики Марий Эл на расстоянии приблизительно 5 км по прямой на юго-восток от районного центра посёлка Советский.

## История
Известно с конца XVIII века как выселок из деревни Шургуял в 16 дворов — «Якаево селение». В 1860 году в деревне было 15 дворов, в 1956 году было 50 дворов, в 1976 году — 35, в 1980 году — 32, к 2002 году 16 жилых домов и два дачных домика. В советское время работал колхоз «Ужара».

## Население
Население составляло 34 человека (мари 100 %) в 2002 году, 19 в 2010 году.